# Saison 4 de Doctor Who
Cet article concerne la seconde série. Pour la première, voir Saison 4 de Doctor Who, première série.
Chronologie
Saison 3 Saison 4 - Spéciaux
Cet article présente les épisodes de la quatrième saison de la seconde série télévisée Doctor Who.

## Synopsis de la saison
Juste après avoir quitté Martha Jones et fait équipe avec sa cinquième incarnation pour réparer son Tardis, le Docteur embarque pour de nouvelles aventures.
Il retrouve Donna Noble, apparue dans Le Mariage de Noël pour essayer de percer le mystère de planètes disparaissant à travers le temps et l'espace.

## Distribution

### Acteurs principaux
- David Tennant (VF : David Manet) : Dixième Docteur
- Catherine Tate (VF : Carole Baillien) : Donna Noble

### Acteurs récurrents
- Bernard Cribbins : Wilfred Mott (Noël 2007, épisodes 1, 4, 5, 11 à 13)
- Jacqueline King (VF : Ioanna Gkizas) : Sylvia Noble (épisodes 1, 4, 5, 11, 12 et 13)
- Billie Piper (VF : Géraldine Frippiat) : Rose Tyler (épisodes 1, 5, 10, 11, 12 et 13)
- Freema Agyeman (VF : Mélanie Dermont) : Dr Martha Jones (épisodes 4, 5, 6, 12 et 13)
- Lachele Carl : Trinity Wells (épisodes 5, 11 et 12)
- Dan Starkey :  Commandant Skorr / Lieutenant Skree (épisodes 4 et 5)
- Alex Kingston (VF : Manuela Servais) : River Song (épisodes 8 et 9)
- Adjoa Andoh (VF : Francine Laffineuse) : Francine Jones (épisodes 12 et 13)
- John Barrowman (VF : Sébastien Hébrant) : Capitaine Jack Harkness (épisodes 12 et 13)
- Elisabeth Sladen (VF : Jacqueline Ghaye) : Sarah Jane Smith (épisodes 12 et 13)
- Eve Myles : Gwen Cooper (épisodes 12 et 13)
- Gareth David-Lloyd : Ianto Jones (épisodes 12 et 13)
- Tommy Knight : Luke Smith (épisodes 12 et 13)
- Julian Bleach : Davros (épisodes 12 et 13)
- Alexander Armstrong : Mr Smith (épisodes 12 et 13)
- Russell Tovey : Aspirant Alonso Frame (Noël 2007)
- Peter Capaldi : Lobus Caecilius (épisode 2)
- Karen Gillan : La devineresse (épisode 2)
- Penelope Wilton : Harriet Jones (épisode 12)
- Kelly Hunter : L'Architecte des Ombres (épisode 12)
- Noel Clarke : Mickey Smith (épisodes 13)
- Camille Coduri : Jackie Tyler (épisodes 13)
- John Leeson : K-9 (épisode 13)

## Production

### Réalisation
| Block | Épisode(s)                                           | Réalisateur.trice | Scénariste(s)     | Producteur.trice | Code |
| ----- | ---------------------------------------------------- | ----------------- | ----------------- | ---------------- | ---- |
| 1     | Une croisière autour de la Terre (Spécial Noël 2007) | James Strong      | Russell T Davies  | Phil Collinson   | 4X   |
| 2     | Agatha Christie mène l'enquête (Épisode 7)           | Graeme Harper     | Gareth Roberts    | Susie Liggat     | 4.7  |
| 2     | Le Chant des Oods (Épisode 3)                        | Graeme Harper     | Keith Temple      | Susie Liggat     | 4.2  |
| 3     | La Chute de Pompéi (Épisode 2)                       | Colin Teague      | James Moran       | Phil Collinson   | 4.3  |
| 4     | Le Retour de Donna Noble (Épisode 1)                 | James Strong      | Russell T Davies  | Phil Collinson   | 4.1  |
| 4     | Time Crash (Minisode Children in Need)               | Graeme Harper     | Steven Moffat     | Phil Collinson   | CIN2 |
| 5     | A.T.M.O.S., 1ère partie (Épisode 4)                  | Douglas Mackinnon | Helen Raynor      | Susie Liggat     | 4.4  |
| 5     | A.T.M.O.S., 2ème partie (Épisode 5)                  | Douglas Mackinnon | Helen Raynor      | Susie Liggat     | 4.5  |
| 6     | La Fille du Docteur (Épisode 6)                      | Alice Troughton   | Stephen Greenhorn | Phil Collinson   | 4.6  |
| 6     | Un passager de trop (Épisode 10)                     | Alice Troughton   | Russell T Davies  | Phil Collinson   | 4.8  |
| 7     | Le Choix de Donna (Épisode 11)                       | Graeme Harper     | Russell T Davies  | Susie Liggat     | 4.11 |
| 8     | Bibliothèque des ombres, 1ère partie (Épisode 8)     | Euros Lyn         | Steven Moffat     | Phil Collinson   | 4.9  |
| 8     | Bibliothèque des ombres, 2ème partie (Épisode 9)     | Euros Lyn         | Steven Moffat     | Phil Collinson   | 4.10 |
| 9     | La Terre volée (Épisode 12)                          | Graeme Harper     | Russell T Davies  | Phil Collinson   | 4.12 |
| 9     | La Fin du voyage (Épisode 13)                        | Graeme Harper     | Russell T Davies  | Phil Collinson   | 4.13 |

## Liste des épisodes

### Épisode 0:Une croisière autour de la Terre
- Royaume-Uni : 25 décembre 2007 sur BBC One
- France : 23 décembre 2008 sur France 4

- Royaume-Uni : 13,31 millions de téléspectateurs (première diffusion)

- Kylie Minogue (Astrid Peth)

### Épisode 1:Le Retour de Donna Noble
- Royaume-Uni : 5 avril 2008 sur BBC One
- France : 23 décembre 2008 sur France 4

- Royaume-Uni : 9,14 millions de téléspectateurs (première diffusion)

- Bernard Cribbins : Wilfred Mott
- Jacqueline King : Sylvia Noble
- Billie Piper : Rose Tyler

### Épisode 2:La Chute de Pompéi
- Royaume-Uni : 12 avril 2008 sur BBC One
- France : 30 décembre 2008 sur France 4

- Royaume-Uni : 9,04 millions de téléspectateurs (première diffusion)

- Karen Gillan (La prophétesse)
- Peter Capaldi (Lucius Caecilius Iucundus)

### Épisode 3:Le Chant des Oods
- Royaume-Uni : 19 avril 2008 sur BBC One
- France : 30 décembre 2008 sur France 4

- Royaume-Uni : 7,5 millions de téléspectateurs (première diffusion)

### Épisode 4:A.T.M.O.S., première partie
- Royaume-Uni : 26 avril 2008 sur BBC One
- France : 6 janvier 2009 sur France 4

- Royaume-Uni : 7,06 millions de téléspectateurs (première diffusion)

- Freema Agyeman : Martha Jones

### Épisode 5:A.T.M.O.S., deuxième partie
- Royaume-Uni : 3 mai 2008 sur BBC One
- France : 6 janvier 2009 sur France 4

- Royaume-Uni : 6,53 millions de téléspectateurs (première diffusion)

- Freema Agyeman : Martha Jones

### Épisode 6:La Fille du Docteur
- Royaume-Uni : 10 mai 2008 sur BBC One
- France : 13 janvier 2009 sur France 4

- Royaume-Uni : 7,33 millions de téléspectateurs (première diffusion)

- Freema Agyeman : Martha Jones

### Épisode 7:Agatha Christie mène l'enquête
- Royaume-Uni : 17 mai 2008 sur BBC One
- France : 13 janvier 2009 sur France 4

- Royaume-Uni : 8,41 millions de téléspectateurs (première diffusion)

### Épisode 8:Bibliothèque des ombres, première partie
- Royaume-Uni : 31 mai 2008 sur BBC One
- France : 20 janvier 2009 sur France 4

- Royaume-Uni : 6,27 millions de téléspectateurs (première diffusion)

- Alex Kingston : River Song

### Épisode 9:Bibliothèque des ombres, deuxième partie
- Royaume-Uni : 7 juin 2008 sur BBC One
- France : 20 janvier 2009 sur France 4

- Royaume-Uni : 7,84 millions de téléspectateurs (première diffusion)

- Alex Kingston (River Song)

### Épisode 10:Un passager de trop
- Royaume-Uni : 14 juin 2008 sur BBC One
- France : 27 janvier 2009 sur France 4

- Royaume-Uni : 8,05 millions de téléspectateurs (première diffusion)

### Épisode 11:Le Choix de Donna
- Royaume-Uni : 21 juin 2008 sur BBC One
- France : 27 janvier 2009 sur France 4

- Royaume-Uni : 8,09 millions de téléspectateurs (première diffusion)

### Épisode 12:La Terre Volée
- Royaume-Uni : 28 juin 2008 sur BBC One
- France : 3 février 2009 sur France 4

- Royaume-Uni : 8,78 millions de téléspectateurs (première diffusion)

- Freema Agyeman : Martha Jones
- Billie Piper : Rose Tyler
- John Barrowman : Capitaine Jack Harkness
- Elisabeth Sladen : Sarah Jane Smith
- Noel Clarke : Mickey Smith
- Camille Coduri : Jackie Tyler
- Penelope Wilton : Harriet Jones
- Gareth David-Lloyd : Ianto Jones
- Eve Myles : Gwen Cooper

### Épisode 13:La Fin du Voyage
- Royaume-Uni : 5 juillet 2008 sur BBC One
- France : 3 février 2009 sur France 4

- Royaume-Uni : 10,57 millions de téléspectateurs (première diffusion)

- Freema Agyeman : Martha Jones
- Billie Piper : Rose Tyler
- John Barrowman : Capitaine Jack Harkness
- Elisabeth Sladen : Sarah Jane Smith
- Noel Clarke : Mickey Smith
- Camille Coduri : Jackie Tyler
- Penelope Wilton : Harriet Jones
- Gareth David-Lloyd : Ianto Jones
- Eve Myles : Gwen Cooper